# Мрконич-Град
Мрконич-Град (босн. Mrkonjić Grad, серб. Мркоњић Град / Mrkonjić Grad, хорв. Mrkonjić Grad) — город на северо-западе центральной части Боснии и Герцеговины. Находится в регионе Баня-Лука Республики Сербской, является центром субрегиона Мрконич-Град и центром одноимённой общины.

## Население
Численность населения города по переписи 2013 года составляет 7 915 человек, общины — 18 136 человек.
По данным переписи 1991 года, в городе жило 8 422 человека, в том числе 70,6 % — сербы, 19,8 % — боснийские мусульмане, 5,6 % — югославы, 4,2 % — хорваты.

## История
Город Мрконич-Град (Мркоњић Град) был основан в 1593 году.
Настоящее название город получил 1 марта 1925 года.
В 1995 году в городе и его окрестностях хорватские солдаты казнили гражданских сербов и военнопленных.
См. также: Инцидент у Мрконич-Града